# Florian Lakat
Florian Lakat (* 3. August 1995 in Paris) ist ein französischer Tennisspieler.

## Karriere
Lakat spielte für die University of California, Berkeley College Tennis. Dort konnte er 2016 die ITA Men’s All-American Championships mit Filip Bergevi im Doppel gewinnen.
Bereits vor sowie während seiner Collegezeit nahm er an Turnieren der ITF Future Tour sowie der ATP Challenger Tour teil. Auf der Future Tour konnte er bislang sechs Titel im Doppel gewinnen. Während er im Einzel nur in einem Future Finale stand und noch kein Spiel auf Challenger Level gewinnen konnte, feierte er im Doppel bereits zu Beginn seiner Karriere erste Erfolge. So gewann er bereits 2014 seinen ersten Future-Titel mit Maxime Janvier. Bei seinem Debüt auf der Challenger Tour in Tiburon zog er an der Seite von André Göransson, mit dem er auch in seiner College Mannschaft spielte, in das Viertelfinale ein. Zwei Jahre später erhielt er in Tiburon mit Göransson erneut eine Wildcard für das Doppelfeld. Diesmal zogen sie bis ins Finale ein und schlugen die topgesetzte Paarung Marcelo Arévalo und Miguel Ángel Reyes Varela in zwei Sätzen. Nachdem er das Jahr begann, ohne in der Weltrangliste geführt zu sein, beendete er es auf dem 434. Rang.
Durch vier weitere Titel auf der Future Tour schaffte er im April 2018 mit dem 252. Rang seine bislang beste Platzierung. Im Mai feierte er schließlich sein Grand-Slam-Debüt. Er erhielt mit Arthur Rinderknech eine Wildcard für das Doppelfeld der French Open. Dort trafen sie auf Nikolos Bassilaschwili und John Millman, denen sie sich in drei Sätzen geschlagen geben mussten.

## Erfolge
| Legende (Anzahl der Siege)  |
| Grand Slam                  |
| ATP World Tour Finals       |
| ATP World Tour Masters 1000 |
| ATP World Tour 500          |
| ATP World Tour 250          |
| ATP Challenger Tour (1)     |

### Doppel

#### Turniersiege
| Nr. | Datum           | Turnier | Belag     | Partner         | Finalgegner                               | Ergebnis |
| --- | --------------- | ------- | --------- | --------------- | ----------------------------------------- | -------- |
| 1.  | 1. Oktober 2017 | Tiburon | Hartplatz | André Göransson | Marcelo Arévalo Miguel Ángel Reyes Varela | 6:4, 6:4 |